# 大理府考试院
大理府考试院位于云南省大理白族自治州大理市大理镇大理古城博爱路北段东侧（132号），大理农村电影历史博物馆后面，是大理古城的标志性建筑之一。

## 历史
大理府考试院是清代童生进行乡试，考取举人的场所。始建于明代，原在大理城内西北隅，清同治十年（1871年）迁至现址，同治十二年（1873年），由云南巡抚岑毓英在原大理西门清真寺旧址基础上改建而成。20世纪初废除科举制度后建筑荒废。民国时期用作大理专员公署，1949年以后由军队管理使用。1985年前部交由地方建电影院。

## 建筑
大理府考试院座西朝东，原规模宏大，有过厅、正堂及后堂及两侧考棚等，现仅存过厅，单檐歇山顶，面阔五间，用材硕大，雕刻精美。

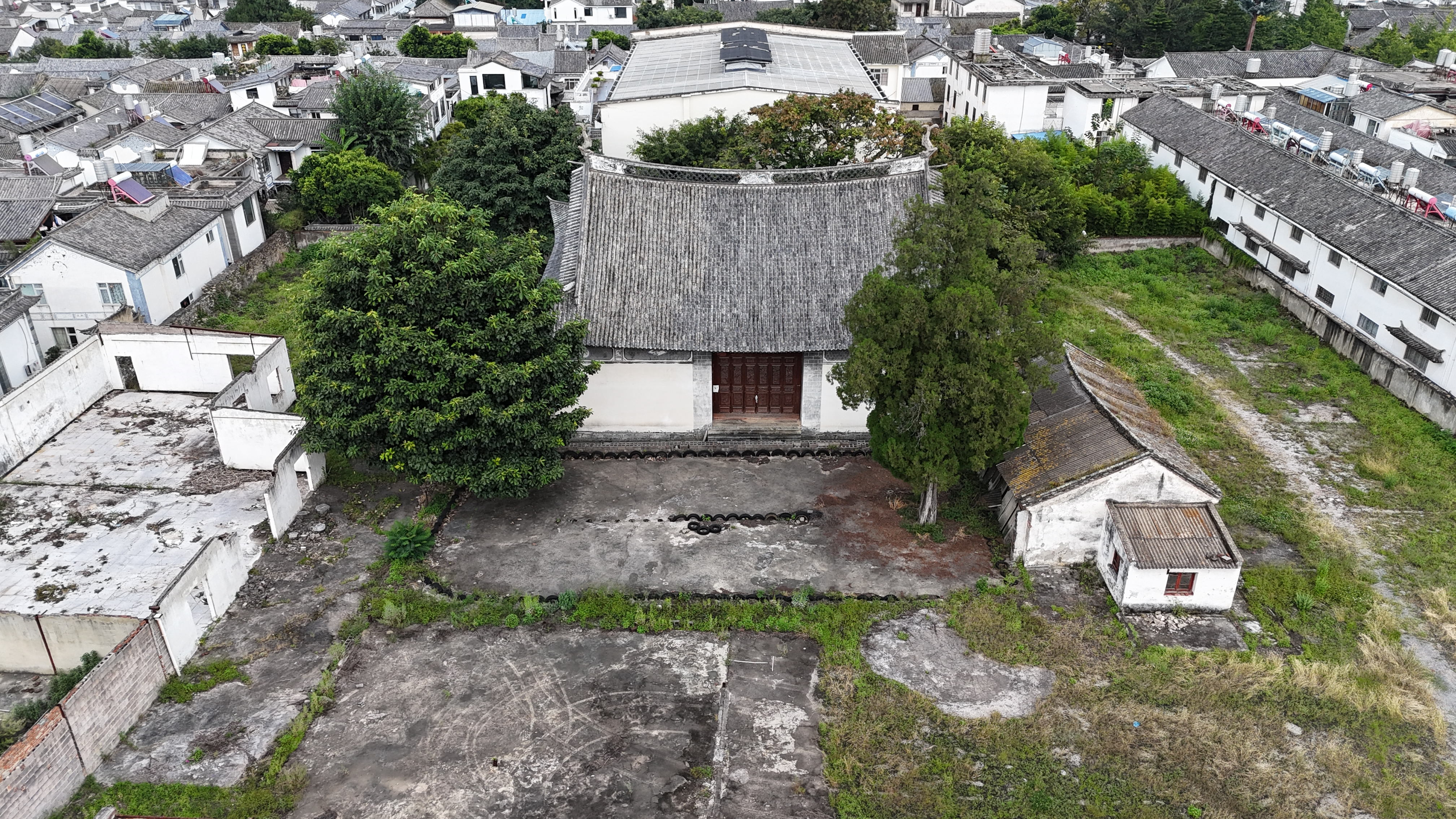
背面航拍
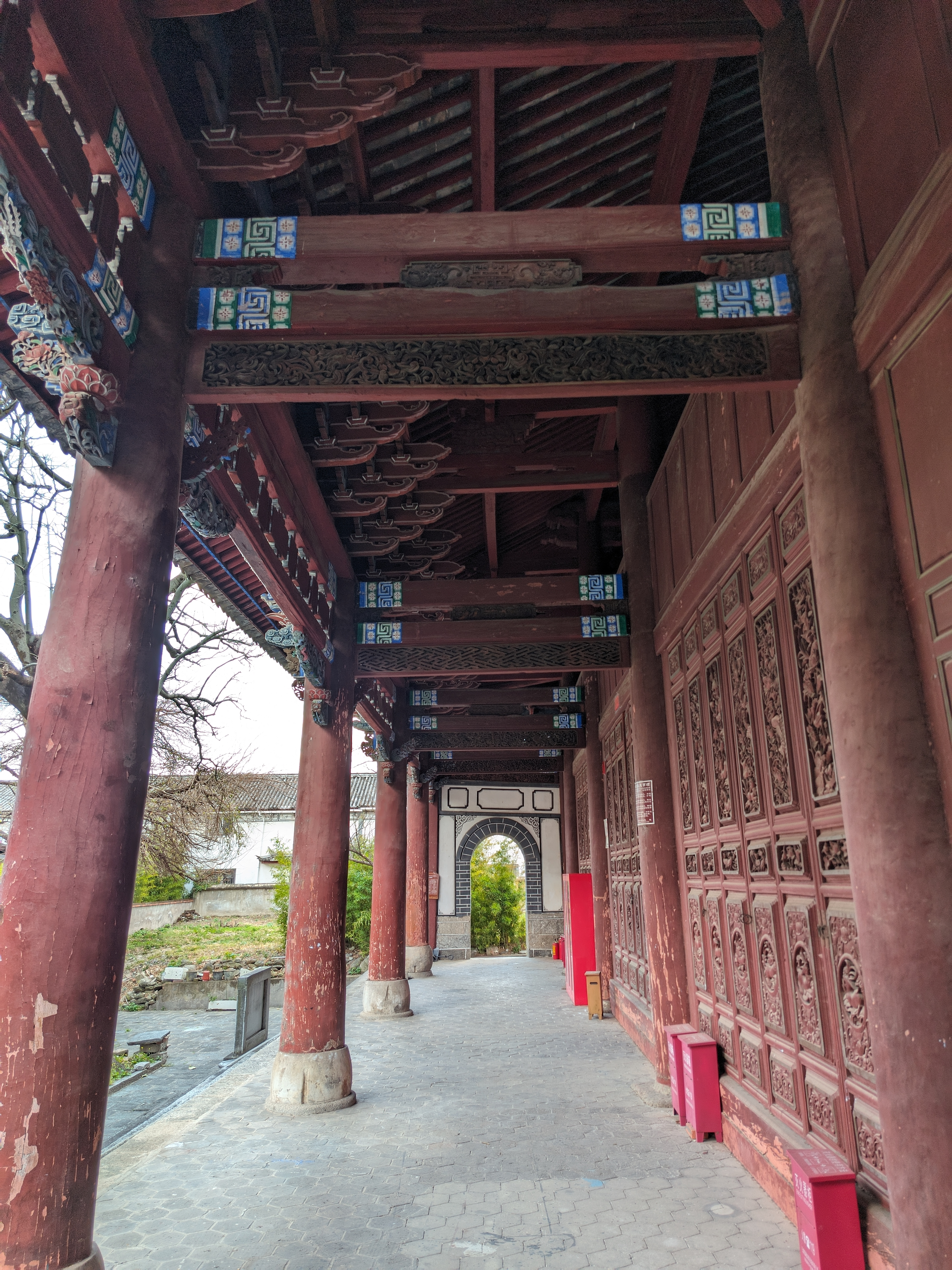
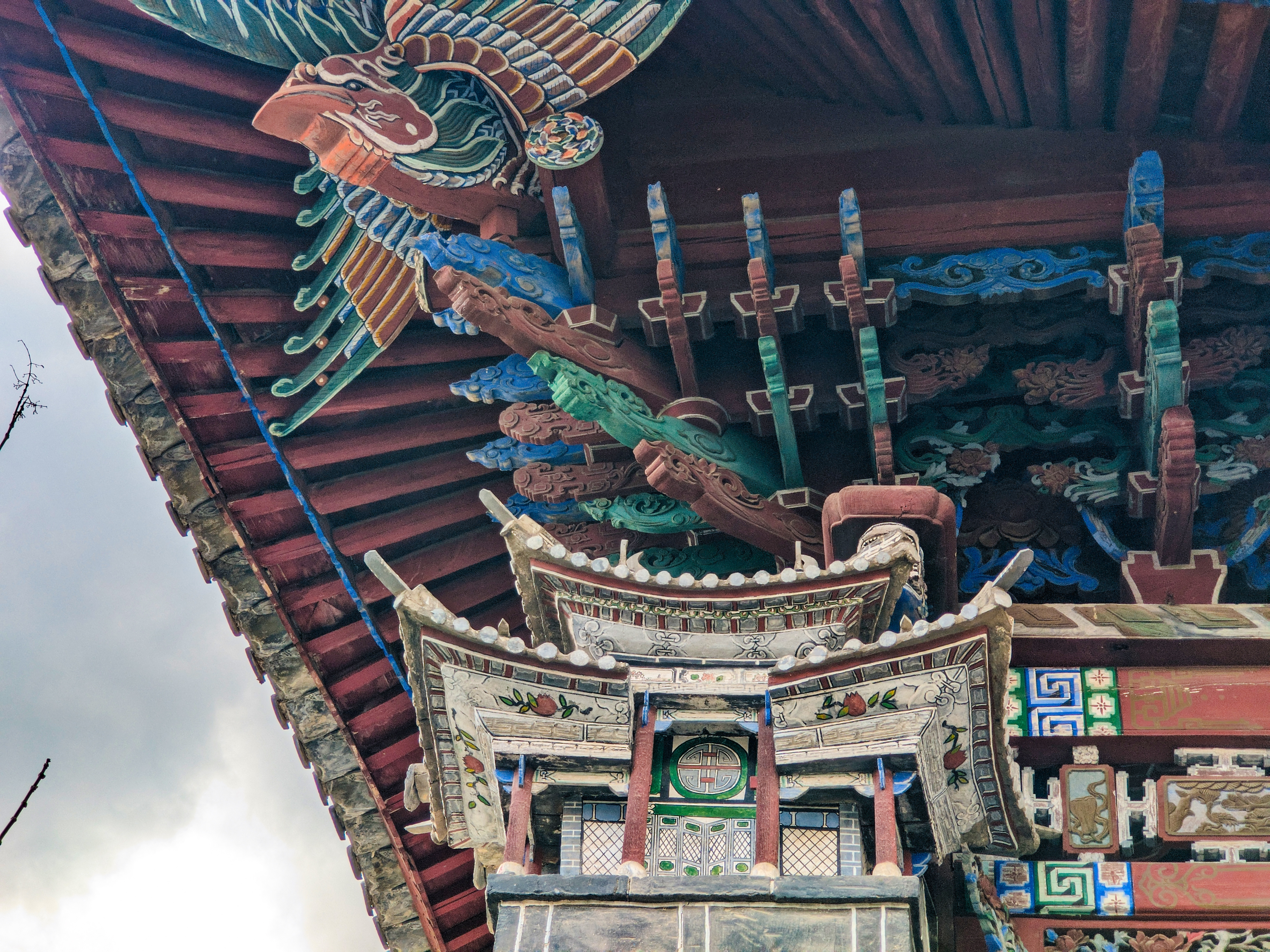
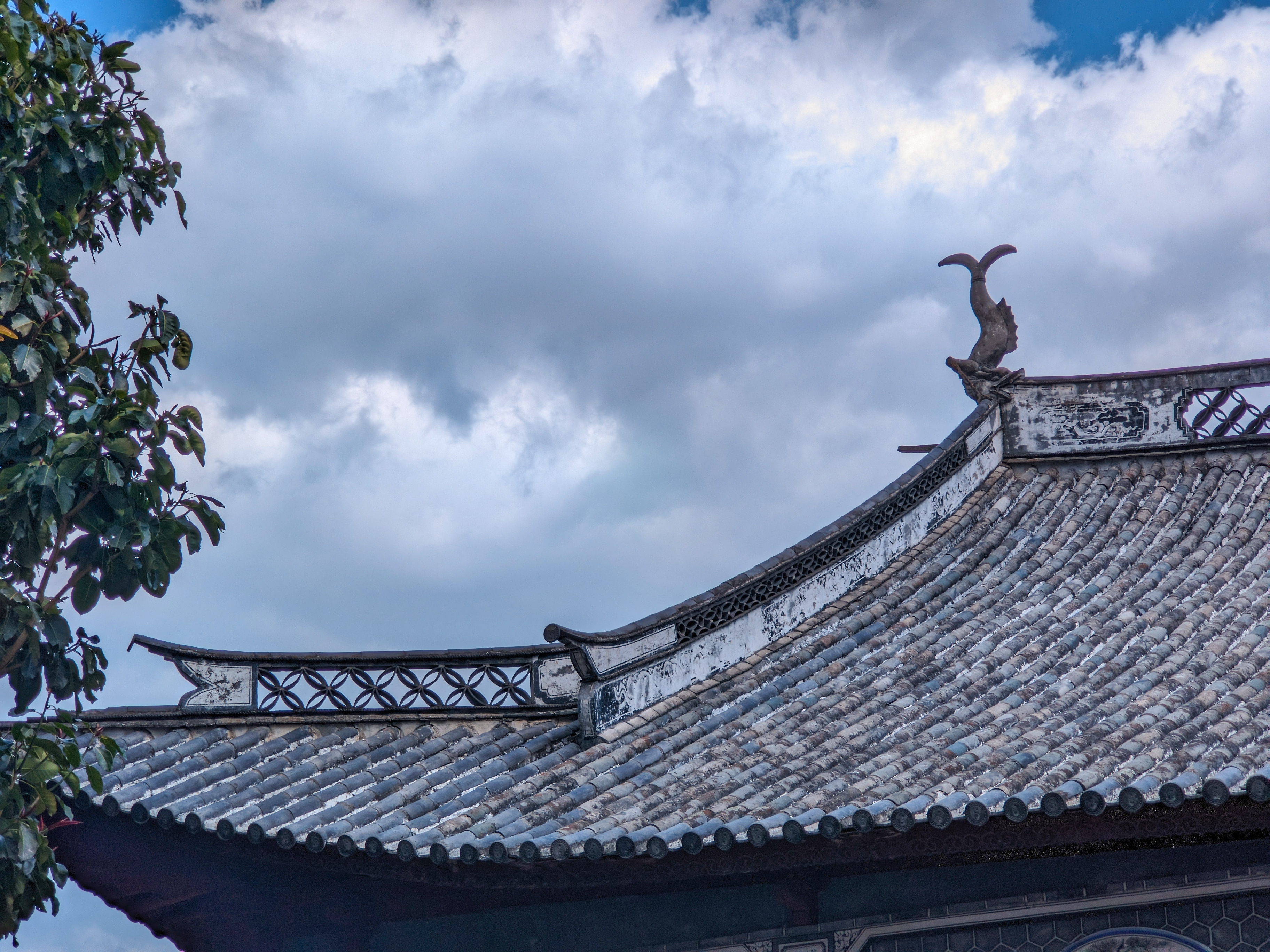

## 保护
1985年9月20日，大理府考试院由大理市人民政府公布为第一批重点文物保护单位。2013年10月23日，由大理州人民政府公布为第五批大理白族自治州文物保护单位。